# ABBA
ABBA（アバ、スウェーデン語発音: [²abːa]）は、スウェーデンのポップ・グループ。アグネタ・フォルツコグ、ビョルン・ウルヴァース、ベニー・アンダーソン、アンニ＝フリッド・リングスタッド（フリーダ）によってストックホルムで1972年に結成。
1974年にユーロビジョン・ソング・コンテストに出場し、スウェーデン代表として初めて優勝、その後1982年の活動停止までシングルとアルバムが世界中の音楽チャートを席巻し、活動停止以後もベスト盤『アバ・ゴールド』がロングセラーを続け、『アバ・ゴールド』だけで3,000万枚以上の売り上げを記録するなど、ポピュラー音楽界で商業的に成功したグループの1つとして知られる。2010年にはロックの殿堂入りを果たした。
2021年に40年ぶりのアルバムを発売し、2022年からはデジタル・アバターとなった4人が登場するバーチャル・コンサート『ABBA Voyage』を開催した。

## 来歴

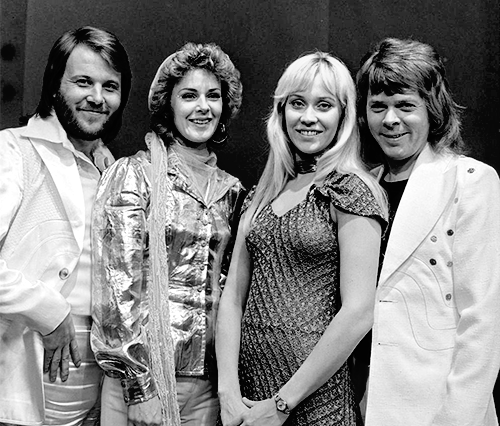
1974年のグループショット

グループ名の由来は、メンバー4人の頭文字を取ったもの。元々は、「Björn & Benny, Agnetha and Anni-Frid」という名前だったが、ある日マネージャーのスティーグ・アンダーソンが、何かの書類に彼らの名前を記入する際に、適当にイニシャルを並べて「ABBA」と書いたことから、それがグループ名になった。基本的にビョルンとベニーが曲を作り、アグネタとフリーダ（アンニ＝フリッド）が歌うが、ビョルンやベニーが歌っている楽曲もある。
1972年に、ビョルン&ベニー名義で「木枯しの少女」が日本でヒット。その年の世界歌謡祭にも出場した。その後、ユーロビジョン・ソング・コンテスト1974でスウェーデン代表として初の優勝を飾った「恋のウォータールー」が大ヒットし、ヨーロッパ中で知名度が高くなった。1974年には「落葉のメロディ」、1975年には「ママ・ミア」「SOS」をヒットさせた。
1976年には「ダンシング・クイーン」が初の全米1位を獲得するなど世界中で大ヒット、その後も「ザッツ・ミー」「ノウイング・ミー・ノウイング・ユー」「テイク・ア・チャンス」「きらめきの序曲」「チキチータ」「ギミー!ギミー!ギミー!」「マネー・マネー・マネー」「ヴーレ・ヴー」など数多くのヒット曲を生み出し、「ダンシング・クイーン」「ギミー!ギミー!ギミー!」「ヴーレ・ヴー」などはディスコなどでも盛んに流された。
そんな中でもオーストラリアは、早くからABBAの人気に火が付いた地域で、「ダンシング・クイーン」のヒットまでは「世界で一番熱心なABBAマニアはオーストラリア」と言われていた。
また、バンドの活発な活動期に、アグネタとビョルン、フリーダとベニーは結婚。ファミリー・チームとしての親しみやすさや安心感から、健全なアーティストのイメージが定着し、彼らの世界進出に一役買った。
絶頂期である1978年の時点で年間総収入は1600万ドル（約30億円）となり、一時期は同じスウェーデン発祥である大手自動車メーカーのボルボ・グループに匹敵、またはそれ以上の外貨を稼いでおり、ABBAそのものが「産業」であるとも言われた。

### 活動停止

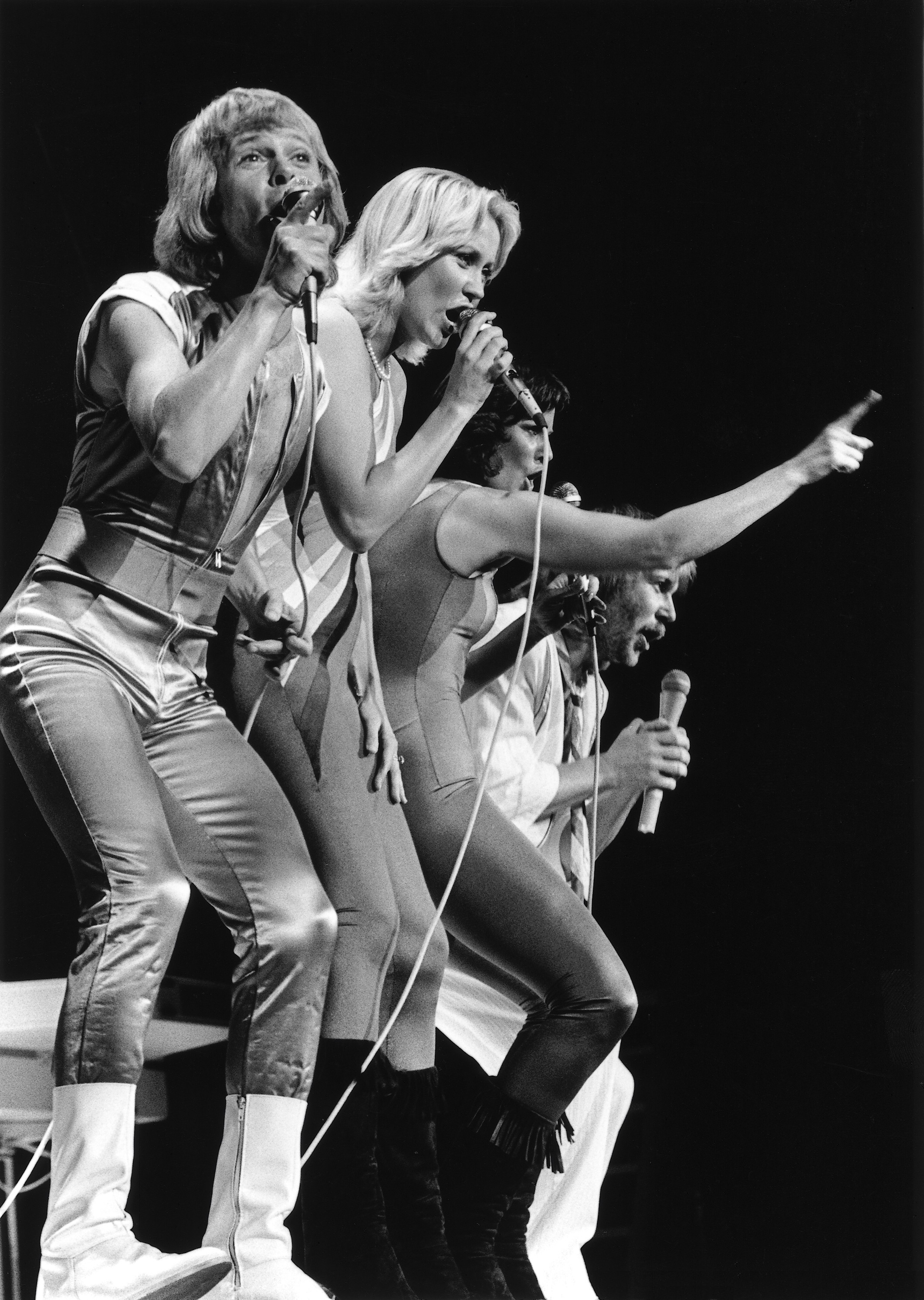
1979年

1980年代に入ってからも「ザ・ウィナー」がイギリスで1位、アメリカで8位を記録するなどヒットを飛ばすが、彼らの人気が上昇しすぎたことからメンバー間の婚姻関係は微妙なものとなり、結局、1979年にアグネタとビョルン、1981年にフリーダとベニーはそれぞれ離婚した。これらの関係の変化は、グループの音楽に反映され、彼らの通常の純粋なポップ・サウンドとは対照的に、内省的な歌詞になっていった。だが
グループは1982年、新曲として「ザ・デイ・ビフォア・ユー・ケイム」など6曲を録音。年末に「最後のテレビ出演」を果たす。そして1983年、活動を停止し事実上の解散におちいった。
グループが解散した後、アンダーソンとウルヴァースは舞台音楽の作曲で成功し、リングスタッドとフォルツコグは独自の音楽活動を続けた。リングスタッドはフィル・コリンズの助力により、「予感」を1982年から1983年にかけてヒットさせた。ビョルンとベニーはミュージカル『チェス』の曲を手掛け、「ワン・ナイト・イン・バンコック」（全米3位）や「アイ・ノー・ヒム・ソー・ウェル」（全英1位）などの曲が他のミュージシャンの歌唱によってヒットした。

### 解散後
解散から約10年後の1992年、英国のグループであるイレイジャーによって発表されたEP『アバ・エスク』（Abba-esque、ABBA楽曲の全面的なカバー盤）が火付け役となったリバイバル・ブーム、再評価の動きが起きた。さらに、1992年に発売のベスト・アルバム『アバ・ゴールド』が全英1位を獲得、世界中で3,000万枚近くのロングセラーとなったほか、イギリスでは1,000週に渡ってチャートインするなど、現在も衰えぬ人気を見せつけた。
さらに、1994年の『ミュリエルの結婚』、『プリシラ』などのいくつかの映画でも取り上げられ、トリビュートバンドをも生み出した。
1999年、ABBAの音楽を基にしたミュージカル『マンマ・ミーア!』が大成功を収め、ロンドンでの初演以来世界各地でロングラン公演を続けた。同ミュージカルの映画化として2008年に公開された同名映画は、その年のイギリスで商業的に成功した映画となった。
2005年にユーロビジョン・ソング・コンテストの創立50周年を迎えると、その大ヒット曲「恋のウォータールー」がコンテストの歴史の中で最高の歌に選ばれた。グループは2010年にロックの殿堂入りを果たした。2015年に、彼らの歌「ダンシング・クイーン」がレコーディング・アカデミーによりグラミーの殿堂入りを果たした。
2013年5月6日、ストックホルムのユールゴーデンにABBAに関するインタラクティヴな展示を行う博物館「アバ・ザ・ミュージアム」が開館した。

### 再結成、ABBA Voyage

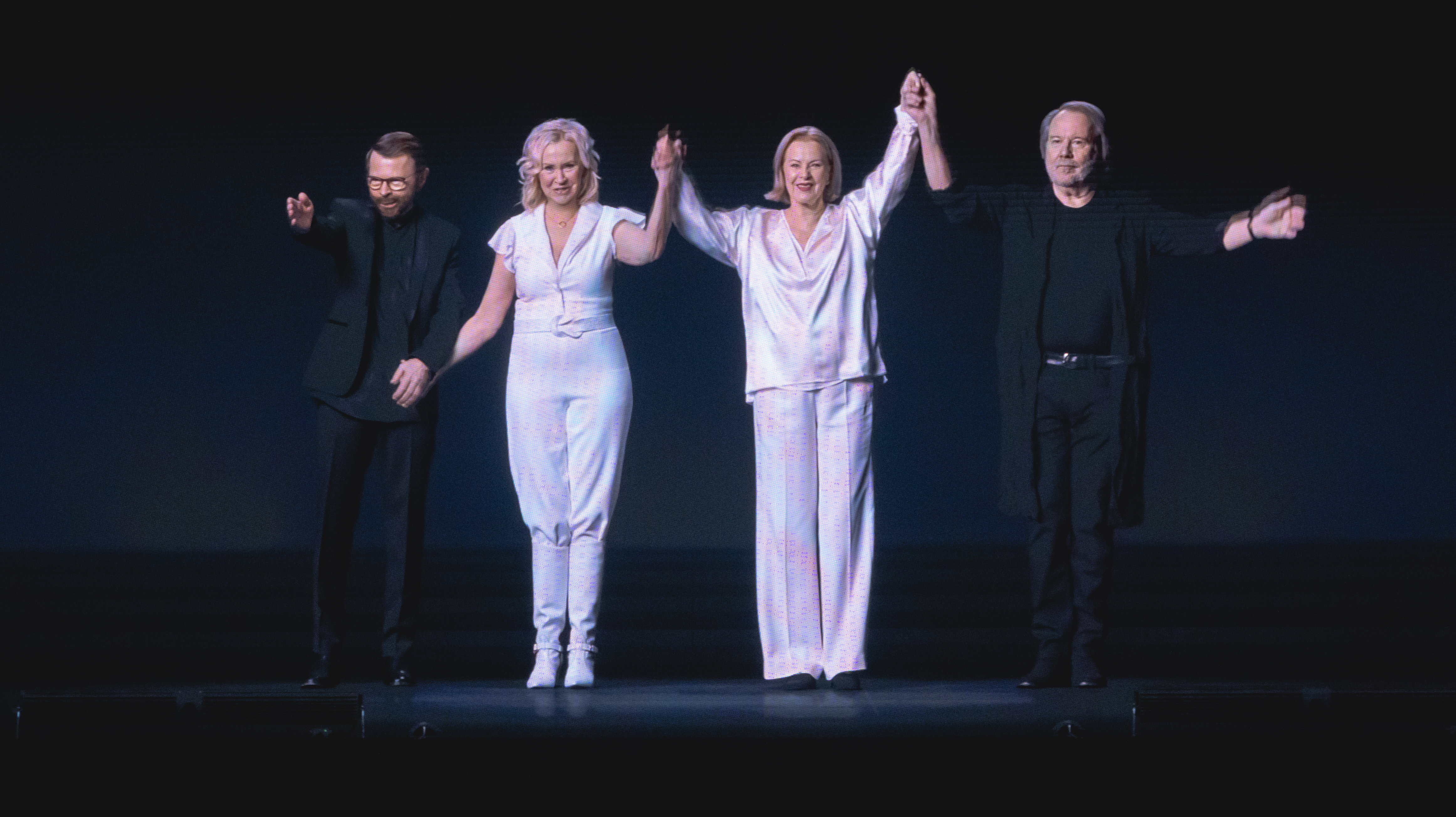
ABBA Voyageの初日に登場したメンバー（2022年）

2018年4月27日、約35年ぶりに新曲2曲を収録したことを公式サイトで発表した。そして2021年、40年ぶりとなるスタジオ・アルバム『ヴォヤージ』を11月5日に世界同時リリースし、本格的に再始動することを宣言。アルバムは全英チャート1位、全米では2位を記録した。アルバムは全世界で250万枚もの売り上げを記録した。
2022年からはイギリス・ロンドンの特設アリーナでABBAのメンバー4人がホログラムのデジタル・アバターとなって生バンドと共演する常設公演『ABBA Voyage』がスタートし、初日公演にはメンバー4人も登壇。2025年時点で16億ポンドの経済効果をイギリスにもたらした。
2024年5月31日、スウェーデン及び世界の音楽業界に著しく貢献したことが認められ、スウェーデンのカール16世グスタフ国王から最も名誉な爵位の一つであるヴァーサ勲章がメンバー4人全員に贈られることとなった、この爵位が国民に授与されるのは初のことであった。ストックホルム王宮で行われた叙勲式にはメンバー4人で出席。4人が公の場で揃うのは、2022年5月にイギリス・ロンドンで行った『ABBA Voyage』のプレミア公演以来となる。

## 売り上げと記録

グループのロゴ、ルネ・セデルクヴィストによって手掛けられたデザインは1976年から使用されている。

ABBAの売上の記録は不確実であり、様々な見積もりでは、1億4000万枚以上から数億枚以上とされる。ABBAは、母国語がスウェーデン語にもかかわらず、イギリス、アイルランド、カナダ、オーストラリア、ニュージーランド、南アフリカ、アメリカ合衆国といった英語圏の国々のほかラテンアメリカ市場でも成功を収め、ヒット曲をスペイン語で収録した『グラシアス・ポル・ラ・ムシカ』を発表した。なお、イギリスではアルバム8作連続1位を獲得している。

## メンバー
- アグネタ・フォルツコグ（Agnetha Fältskog）- リードボーカル、コーラス
- アンニ＝フリッド・リングスタッド（Anni-Frid "Frida" Lyngstad）- リードボーカル、コーラス
- ビョルン・ウルヴァース（Björn Ulvaeus）- ギター、ボーカル、コーラス
- ベニー・アンダーソン（Benny Andersson）- キーボード、ボーカル、コーラス

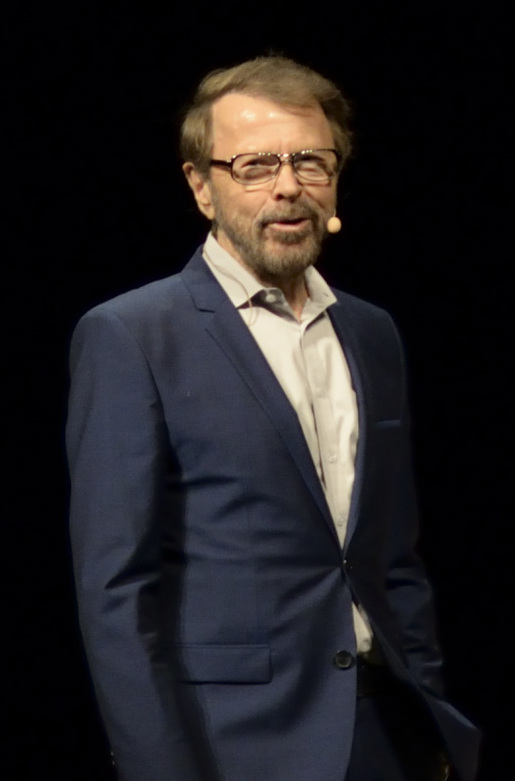
ビョルン・ウルヴァース（2015年）
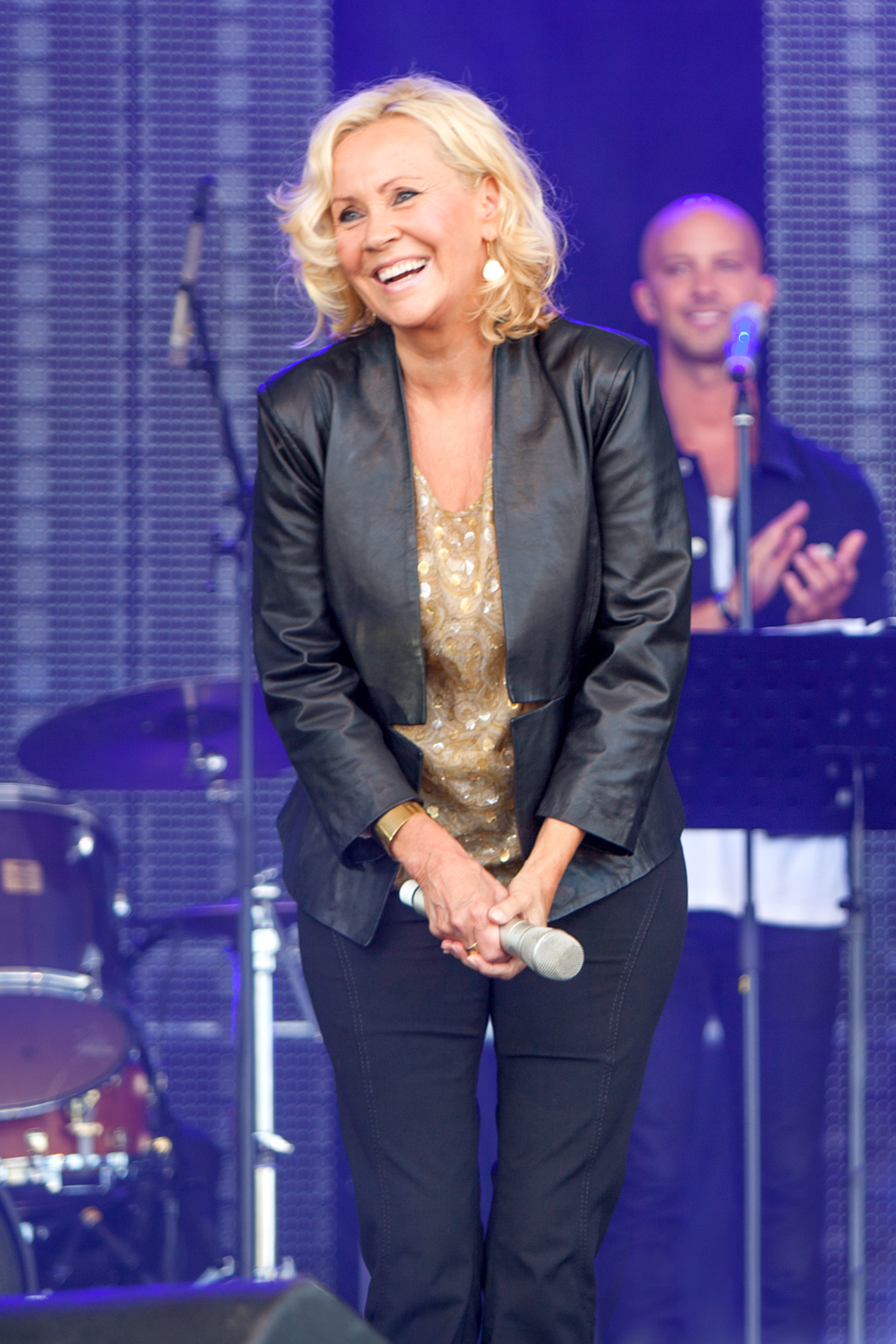
アグネタ・フォルツコグ（2013年）
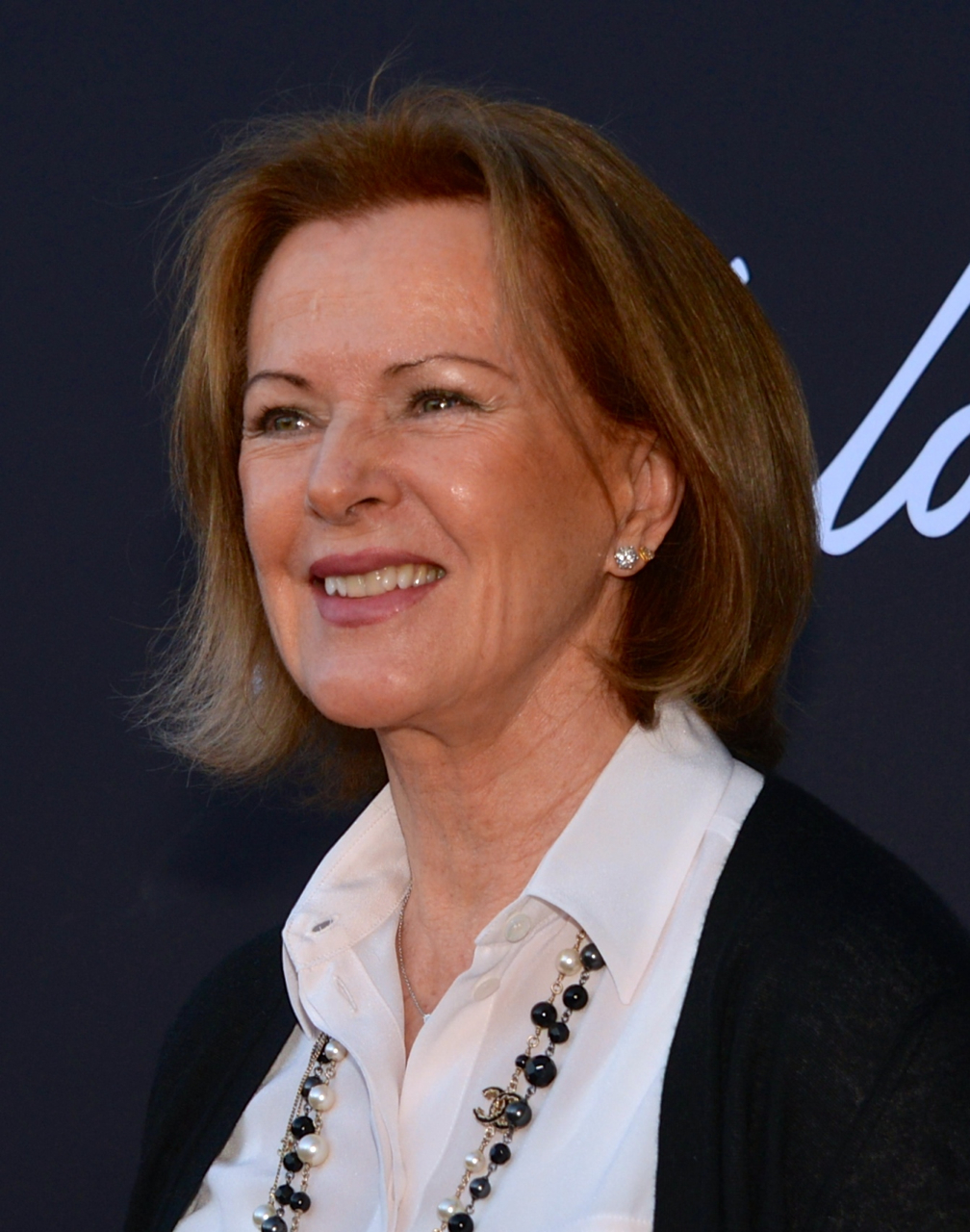
アンニ＝フリッド・リングスタッド（2013年）
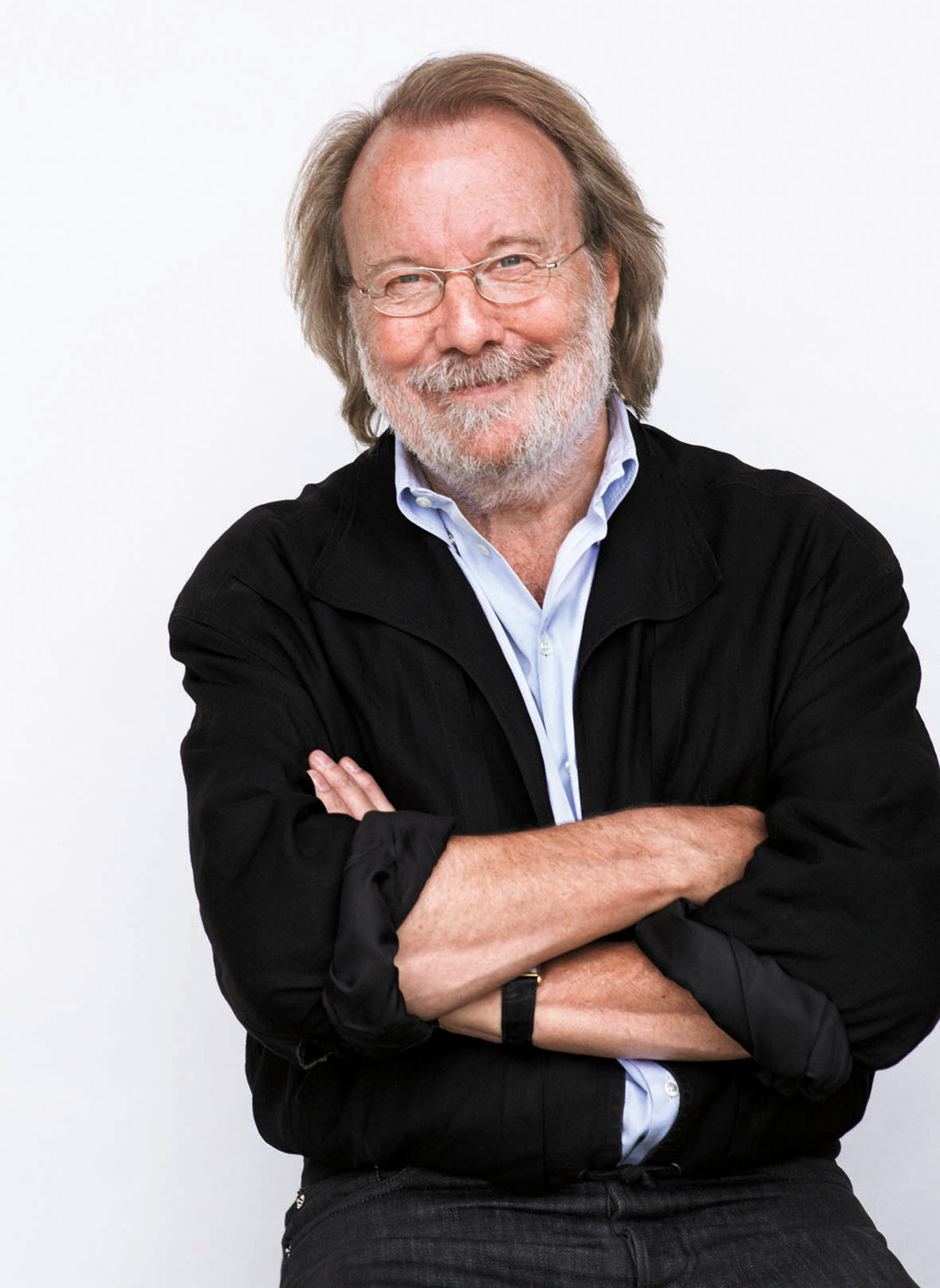
ベニー・アンダーソン（2012年）

## ABBAファンのアーティスト
ABBAとはジャンルの異なる、ロック界のミュージシャンの間でも人気があり、ファンであることを明かしている者もいる。
- レッド・ツェッペリン[31]  - ウェンブリー・アリーナのコンサートを鑑賞
- ノエル・ギャラガー[32]
- カート・コバーン[33]
- ロバート・プラント
- ジミー・ペイジ
- ザ・フー  - ウェンブリー・アリーナのコンサートを鑑賞
- ピート・タウンゼント  - 「SOS」は史上最高のポップ・ソングと発言
- キース・ムーン
- セックス・ピストルズ
- ジョン・ライドン（セックス・ピストルズ）-「俺たちはABBAが大好きだった」
- グレン・マトロック（セックス・ピストルズ）- 同上
- アリス・クーパー
- エルヴィス・コステロ
- リッチー・ブラックモア - 自宅でよく聴いているといい、自身のバンドであるレインボーのアルバムでも、影響を受けた曲を収録。
- U2 - 1992年のストックホルムでのコンサートでは、ビョルンとベニーを招き入れて一緒に「ダンシング・クイーン」を歌った。

## ディスコグラフィ

### スタジオ・アルバム
- 『リング・リング〜木枯しの少女[34]』 - Ring Ring (1973年)
- 『恋のウォータールー』 - Waterloo (1974年)　※全英28位、全米145位
- 『アバ』 - ABBA (1975年)　※全英13位、全米174位
- 『アライヴァル』 - Arrival (1977年)　※日3位、全英1位、全米20位
- 『ジ・アルバム』 - The Album (1978年)　※日9位、全英1位、全米14位
- 『ヴーレ・ヴー』 - Voulez-Vous (1979年)　※日1位、全英1位、全米19位
- 『スーパー・トゥルーパー』 - Super Trouper (1980年)　※日8位、全英1位、全米17位
- 『ザ・ヴィジターズ』 - The Visitors (1981年)　※全英1位、全米29位
- 『ヴォヤージ』 - Voyage (2021年)　※全英1位、全米2位

### コンピレーション・アルバム
- The Best of ABBA (1975年)
- Greatest Hits (1975年)　※全英1位、全米48位
- 『グレイテスト・ヒッツ 24』 - ABBA's Greatest Hits 24 (1977年)　※日4位（日本のみのリリース）
- 『グレイテスト・ヒッツ Vol. 2』 - Greatest Hits Vol. 2 (1979年)　※日2位、全英1位、全米46位
- 『グラシアス・ポル・ラ・ムシカ』 - Gracias Por La Música (1980年)（スペイン語のコンピレーション）
- The Singles: The First Ten Years (1982年)　※全英1位、全米62位
- 『アバ・ゴールド』 - ABBA Gold: Greatest Hits (1992年)　※全英1位、全米25位
- 『アバ・ゴールド(スペイン語ヴァージョン)』 - ABBA Oro: Grandes Éxitos (1992年)
- 『アバ・ゴールド II』 - More ABBA Gold: More ABBA Hits (1993年)　※全英13位
- 『アバ・ラヴ・ストーリーズ』 - Love Stories (1998年)　※全英51位
- 『S.O.S.〜ベスト・オブ・アバ』 - SOS: The Best of ABBA (2001年)　※日3位
- 『ザ・デフィニティヴ・コレクション』 - The Definitive Collection (2001年)　※全英17位、全米186位
- 18 Hits (2005年)　※全英15位
- 『ナンバー・ワンズ』 - Number Ones (2006年)　日本ではDVD版のみ発売。
- 『ABBA 40/40〜ベスト・セレクション』 - 40/40 The Best Selectionion (2014年)　※日26位
- 『アバ／ザ・シングルス』 - The Singles-The First Fifty Years (2024年)

### ボックス・セット
- 『アバ・ボックス〜サンキュー・フォー・ザ・ミュージック』 - Thank You for the Music (1994年）
- CDアルバム・ボックス・セット - CD Album Box Set (2022年） ※日本版にはアバの初来日公演（1980年3月）のパンフレットを可能な限り再現したミニチュアが付属。

## シングル
2024年に発売されたコンピレーション・アルバム『アバ／ザ・シングルス』は本国で発売されたシングルを収録の対象としており、これらのシングルが全て収録された。下記に挙げられたもの以外でも「ハッピー・ニュー・イヤー」が限定盤のシングルとして発売されている。
- ピープル・ニード・ラヴ (1972年)
- ヒー・イズ・ユア・ブラザー
- リング・リング
- ラヴ・イズント・イージー
- 恋のウォータールー
- ハニー・ハニー
- 落ち葉のメロディ
- ソー・ロング
- アイ・ドゥ、アイ・ドゥ
- S.O.S.
- マンマ・ミーア
- 悲しきフェルナンド
- ダンシング・クイーン
- マネー・マネー・マネー
- ノウイング・ミー・ノウイング・ユー
- きらめきの序曲
- テイク・ア・チャンス
- イーグル
- サマー・ナイト・シティ
- チキチータ
- ダズ・ユア・マザー・ノウ
- ヴーレ・ヴー
- エンジェルアイズ
- ギミー!ギミー!ギミー!
- アイ・ハヴ・ア・ドリーム
- ザ・ウィナー
- スーパー・トゥルーパー
- レイ・オール・ユア・ラヴ・オン・ミー
- ワン・オブ・アス
- ヘッド・オーヴァー・ヒールズ
- ホエン・オール・イズ・セッド・アンド・ダン
- ザ・デイ・ビフォア・ユー・ケイム
- アンダー・アタック (1982年)
- アイ・スティル・ハヴ・フェイス・イン・ユー/ドント・シャット・ミー・ダウン (2021年)
- ジャスト・ア・ノーション
- リトル・シングス
- ノー・ダウト・アバウト・イット

### 日本盤シングル
日本では独自に「木枯しの少女」「ザッツ・ミー」などがシングルカットされた。

## 映画
1977年に、彼らは『アバ/ザ・ムービー』を公開した。これは彼らのオーストラリアでのツアーをドキュメンタリー調に描いたものであり、ストックホルムで初公演が行われ、ずっと後年ではあるがDVD化、Blu-ray Disc化もされた。またこの映画は、今日では著名な映画監督であるラッセ・ハルストレムの出世作（事実上の、世界デビュー作）でもある。

## メディアでの楽曲使用

### テレビドラマ
『冬のソナタ』の朝鮮語版・第一話で「ダンシング・クイーン」が使用されている場面があるが、日本語版では著作権上の理由により差し替えられている。
日本においては、2001年にTBS系列で放送された『ストロベリー・オンザ・ショートケーキ』の主題歌として、「チキチータ」（オープニング・テーマ）と「SOS」（エンディング・テーマ）が使用された。2003年にテレビ朝日系列で放送された『恋は戦い!』の主題歌として「ダンシング・クイーン」も使用された。

### 映画
2000年公開（日本での公開は2003年）のスウェーデン映画『エヴァとステファンとすてきな家族』では、オープニング並びにエンディングにおいて「SOS」が使用された。

## サンプリング
ABBAが自らの曲を、第三者によるサンプリングに使用を許諾することは非常に稀であり、ローリン・ヒルの在籍していたヒップホップ・グループのフージーズの楽曲、「Rumble In The Jungle」(1996年発表、「きらめきの序曲」をサンプリング) およびマドンナの楽曲「ハング・アップ」(2005年発表、「ギミー!ギミー!ギミー!」をサンプリング)は、数少ない許諾例である。
イギリスのエレクトロニック・ミュージックユニットであるThe KLFが、1987年に彼らのアルバム『1987 (What the Fuck Is Going On?)』(The JAMs名義での発表)収録の楽曲「The Queen And I」にて「ダンシング・クイーン」を無許可でサンプリングした際には著作権団体経由で抗議を申し立て、結果としてアルバムは回収措置が取られた。

## 『マンマ・ミーア!』
- ミュージカル『マンマ・ミーア!』5周年記念として2004年に行われたロンドン公演に、アグネタを除く3人が舞台上に登場し元気な姿を見せた。会場はミュージカル終了後の歓声よりも大きな歓声に包まれたという。
- 2005年2月12日ストックホルム・シルクス劇場で開かれた『マンマ・ミーア!』の初日の観客の中に4人のメンバーの姿があった。余り公の場に現れないアグネタだが、口ずさんだり手拍子をしはしゃいでいた姿がファンに確認された。
- 2007年1月7日その千秋楽のアフターパーティーがホテル・グランドで開かれたが、そこで関係者が歌を披露した。その中で、アグネタとビョルンが肩を並べて楽しそうに歌っている写真が公開された。
- 2008年現在、1970年代後半のABBAのライブを再現するMusic Tribute Show『ABBA GOLD』がヨーロッパを中心に全世界をツアーして好評を博している。元メンバーや関係者が一切出演しないトリビュート公演が世界ツアーを敢行することも異例なら、それがこれほどの人気を博することも極めて異例である。2007年4月14日〜4月22日、2008年5月9日〜5月24日、及び2009年10月14日〜10月18日には来日公演も実現した。
- 映画版『マンマ・ミーア!』のワールドプレミアが2008年6月30日ロンドンで開かれ、7月4日故郷のストックホルムでのスウェーデン・プレミアではスペシャル・ゲストとして4人のメンバーが集結した。会場はホテル・リーバル（RIVAL）で所有者の一人であるベニーがBAOとして待ち構えるファンにサプライズ・コンサートを開いた。さながら同窓会の様な雰囲気で、パーティーでは4人は盛り上がり、公の場を自粛していたアグネタも明け方まで踊っていた。

## エピソード
- 1975年の『グレイテスト・ヒッツ』から1986年の『アバ・ライヴ』にいたるまでルネ・セデルクヴィストがアルバムのカヴァー・デザインを手がけ、グループの著名なロゴも彼が手掛けている[38]。
- 活動停止後にベニーとビョルンが手掛けたミュージカル『チェス』の楽曲のデモ・レコーディングは、アグネタとフリーダが歌って録音された（今日まで未発表）。
- ロゴで反転している「B」は誰かと聞かれて、ビョルンが「たぶん僕の事じゃないかな」と答えた。理由を聞かれると近くにいたスタッフに「彼はいつも後ろ向きなのさ（He's always backwards）」と言われた。
- 1976年にスウェーデン国王が王妃と結婚した際には、結婚式前日のパーティーに於いて、宮中衣装の4人がオペラハウスの舞台から国王夫妻に「ダンシング・クイーン」を披露した。この様子は『ディフィニティヴ・コレクション』の映像特典として収録されている。
- 1978年11月23日に日本のテレビ番組『ザ・ベストテン』のスポットライトのコーナーで、メンバーが「ダンシング・クイーン」を演奏したことがある[注釈 2]。この時、実は彼らのファンであったピンク・レディーもベスト10入りを果たしたが、ロケで地方におり、ABBAとは会えなかった。
- 『ザ・ヴィジターズ』は、世界で最初期のCDのひとつとしても発売[39]。1982年8月17日にフィリップスで製造された。

## 日本公演
ABBA JAPAN TOUR 1980
- 3月12日・13日・17日・18日・26日・27日 … 日本武道館

（27日は、ワールドツアー最終公演。そしてABBAが行った、最後のコンサートの公演日。）
- 3月14日 … 郡山総合体育館
- 3月20日 … 九電記念体育館
- 3月21日・22日 … フェスティバルホール
- 3月24日 … 愛知県体育館